# Jenna Schroeder
Jenna Schroeder (* 27. September 1985 in Flint, Michigan) ist eine US-amerikanische Schiedsrichterin im Basketball, die seit dem Jahr 2019 in der NBA tätig ist. Sie trägt die Uniform mit der Nummer 84.

## Karriere

### College-Basketball
Vor dem Einstieg in die NBA arbeitete sie sieben Jahre als College-Basketballschiedsrichterin in der Atlantic Coast Conference, Big East Conference, Atlantic 10 Conference und American Athletic Conference.

### National Basketball Association
Schroeder begann im Jahr 2019 ihre NBA-Schiedsrichterlaufbahn beim Spiel der San Antonio Spurs gegen die New York Knicks.
Zuvor war sie drei Jahre als Schiedsrichterin in der NBA G-League und zwei Jahre in der Women’s National Basketball Association tätig.